# Ли Дашуан
Ли Дашуа́н (кит. упр. 李大双, пиньинь Lǐ Dàshuāng, р.1 ноября 1973) — китайский гимнаст, чемпион мира и призёр олимпийских игр. Его имя в переводе означает «Старший из пары»; он является братом-близнецом другого китайского гимнаста — Ли Сяошуана.

## Биография
Ли Дашуан родился в 1973 году в уезде Мяньян провинции Хубэй. С 7-летнего возраста начал заниматься гимнастикой, в 1983 году вошёл в сборную провинции, в 1989 — в национальную сборную.
В 1990 году Ли Дашуан завоевал золотую медаль Азиатских игр в составе команды; в 1991 году заработал в составе команды серебряную медаль чемпионата мира. В 1992 году на Олимпийских играх в Барселоне он завоевал серебряную медаль в составе команды). В 1993 году на Восточноазиатских играх в Шанхае Ли Дашуан завоевал золотую медаль в многоборье (а также золотую в составе команды), а на соревнованиях в рамках Спартакиады народов КНР стал обладателем бронзовой медали в упражнениях на перекладине. В 1994 году на Азиатских играх он стал обладателем серебряной медали в опорном прыжке (а также золотой — в составе команды); кроме того в 1994 году Ли Дашуан стал обладателем золотой медали чемпионата мира среди команд.